# 小行星3210
小行星3210（3210 Lupishko）是一颗围绕太阳公转的小行星。1983年11月29日，愛德華·鮑威爾在可可尼诺县发现了此天体。
該小行星以烏克蘭天文學家德米特里·F·盧皮什科命名。
这颗小行星的绝对星等为23.41077261868152等。